# Pareurythoe japonica
Pareurythoe japonica är en ringmaskart som beskrevs av Gustafson 1930. Pareurythoe japonica ingår i släktet Pareurythoe och familjen Amphinomidae. Inga underarter finns listade i Catalogue of Life.